# Kawall-amazon
A Kawall-amazon (Amazona kawalli) a madarak (Aves) osztályának papagájalakúak (Psittaciformes) rendjébe, ezen belül a papagájfélék (Psittacidae) családjába tartozó faj.

## Rendszerezése
A fajt Rolf Grantsau és Hélio Ferraz de Almeida Camargo írták le 1989-ben.

## Előfordulása
Az Amazonas-medencében, Brazília területén honos. Természetes élőhelyei a szubtrópusi és trópusi síkvidéki esőerdők. Állandó, nem vonul faj.

## Megjelenése
Közepes méretű papagájfaj, testhossza 35–36 cm.

## Életmódja
Tápláléka gyümölcsök, magvak, virágok és levelekből áll. Fészkét faüregekbe rakja.

## Természetvédelmi helyzete
Az elterjedési területe nagy, egyedszáma jelenleg még stabil, de csökkenésre számítanak. A Természetvédelmi Világszövetség Vörös listáján nem fenyegetett fajként szerepel.